# Ван ден Бос, Михил
Михил ван ден Бос (нидерл. Michiel van den Bos, нидерл. Michiel «M.C.A.» van den Bos; род. 19 декабря 1975) — нидерландский композитор, пишущий музыку преимущественно для компьютерных игр.

## Биография
До того, как стать профессиональным композитором игровой музыки, ван ден Бос сочинял музыку на Commodore 64 и Amiga. Первым коммерческим проектом ван ден Боса стала пошаговая стратегия 1999 года Age of Wonders. Ван ден Бос участвовал в написании музыки к Deus Ex. Большинство своих работ Бос делал на заказ американского разработчика игр компании Epic Games: его музыка звучит в играх Unreal, Unreal Mission Pack I: Return To Na Pali и Unreal Tournament.

## Список игр
- Age of Wonders
- Deus Ex
- Unreal
- Unreal Mission Pack I: Return To Na Pali
- Unreal Tournament
- Overlord
- Overlord II
- Sonic Dream Team